# FB Île-Rousse
FB le Rousse là một câu lạc bộ bóng đá Pháp có trụ sở tại L'Île-Rousse, Haute-Corse, Corsica.

## Lịch sử
Câu lạc bộ được thành lập với tên FA Île-Rousse vào năm 1976.
Thời kỳ tốt nhất của họ cho đến nay là vào giữa những năm 1990, khi họ đến được giải vô địch bóng đá Championnat de France, giải hạng ba của bóng đá Pháp.
Sau một chuỗi kết quả tồi tệ và tham dự, câu lạc bộ đã buộc phải tuyên bố phá sản vào năm 2008. đội được cải tổ thành FB Île-Rousse.
Vào ngày 22 tháng 1 năm 2014, trong vòng 32 của Coupe de France, câu lạc bộ đã đánh bại câu lạc bộ hàng đầu và dẫn đầu giải đấu Girondins de Bordeaux 4-3 trên chấm phạt đền sau trận hòa 0-0 trước Stade Ange Casanova ở Ajaccio.

## Những sự kiện quan trọng
- 1976: Câu lạc bộ được thành lập với tên FA le-Rousse; chơi ở Division d'Honneur ở Corsica
- 1986: Được thăng hạng lên Championnat de France de Football de Division 4 (CFA2) với tư cách là nhà vô địch của Division d'Honneur ở Corsica
- 1993: Được thăng hạng lên Championnat de France nghiệp dư bóng đá (CFA) với tư cách là nhà vô địch của Phân khu 4
- 1995: Được thăng hạng lên Championnat de France de Football National sau khi hoàn thành vị trí thứ ba trong CFA
- 1996: Sáp nhập với AS Monticello (thành lập năm 1988 với tên FA IRM)
- 1997: Đã xuống hạng CFA sau khi kết thúc thứ 11 tại National Groupe B
- 2005: Đã xuống hạng CFA 2 sau khi kết thúc thứ 17 trong CFA Groupe C
- 2006: Cải tạo Stade Jacques Ambroggi (sân mới, phòng thay đồ mới, văn phòng mới)
- 2008: Phá sản câu lạc bộ sau khi kết thúc thứ 16 và cuối cùng trong CFA2 Groupe D; câu lạc bộ được cải tổ thành FBIR
- 2010: Thăng hạng  DH (Division d'Honneur) của Ligue Corse de Football
- 2013: Vô địch về DH và thăng hạng lên CFA2
- 2018: Rớt xuống từ Quốc gia 3 đến Ligue Corse de Football Khu vực 1

## Danh dự
- Vô địch hạng 4 Groupe H: 1993
- Nhà vô địch bóng đá Ligue Corse de: 1984, 1985, 1986, 2013
- Chiến thắng Coupe de Corse: 1985, 1986, 1987
- Vô địch PHA (Promotion Honneur A): 2010